# Helen Sharman
Pour les articles homonymes, voir Sharman.
 (décembre 2024).
Si vous disposez d'ouvrages ou d'articles de référence ou si vous connaissez des sites web de qualité traitant du thème abordé ici, merci de compléter l'article en donnant les références utiles à sa vérifiabilité et en les liant à la section « Notes et références ».
Helen Patricia Sharman (née le 30 mai 1963 à Sheffield) est une spationaute britannique.

## Jeunesse et éducation
Sharman est née à Grenoside, Sheffield, où elle a fréquenté l'école primaire de Grenoside, avant de déménager à Greenhill. Après avoir étudié à Jordanthorpe Comprehensive, elle a obtenu une licence en chimie à l'université de Sheffield en 1984 et un doctorat de Birkbeck, Université de Londres, en 1987. Elle a travaillé comme technologue en recherche et développement pour GEC à Londres, puis comme chimiste pour Mars, où elle s'occupait des propriétés aromatiques du chocolat. Cela lui a valu d'être surnommée par la presse britannique « La Fille de Mars ».

## Biographie
Sharman a été sélectionnée grâce à une initiative privée, le Project Juno (en) , comme astronaute le 25 novembre 1989.
Helen Sharman a volé comme astronaute de recherche, devenant la première Britannique dans l'espace, et la première femme non-soviétique et non-américaine dans l'espace en 1991.
Elle est à la retraite depuis le 26 mai 1991.

## Projet Juno
Après avoir répondu à une annonce radio cherchant des candidats pour devenir le premier explorateur spatial britannique, Sharman a été sélectionnée pour la mission en direct sur ITV, le 25 novembre 1989, parmi près de 13 000 autres candidats. Elle rentrait du travail lorsqu'elle a entendu l'annonce à la radio : « Cherche astronaute. Aucune expérience nécessaire. » Ce programme, appelé Projet Juno, était une mission soviéto-britannique coopérative, co-financée par un groupe d'entreprises britanniques. Son objectif était de renforcer les relations entre le Royaume-Uni et l'Union soviétique à la fin de la Guerre froide en envoyant un astronaute britannique à la station spatiale Mir.
Sharman a été sélectionnée dans le cadre d'un processus qui accordait de l'importance aux antécédents scientifiques, éducatifs et aérospatiaux, ainsi qu'à la capacité d'apprendre une langue étrangère.
Helen se souviendra plus tard qu'elle était plus enthousiasmée par la formation que par le vol en lui-même, déclarant : « Ce n'était pas tant aller dans l'espace que la formation qui m'attirait : vivre en Russie, apprendre la langue, faire de la mécanique avancée. C'était une façon de sortir de la routine. » Avant le vol, Sharman a passé 18 mois dans une formation intensive à la Cité des étoiles, à Moscou. Elle s'y est entraînée aux côtés de son remplaçant britannique, le Major Tim Mace. Le consortium du projet Juno n'a pas réussi à collecter les fonds escomptés, et le programme a failli être annulé. Pour des raisons de relations internationales, le projet a finalement été financé par les Soviétiques, bien que des expériences moins coûteuses aient été substituées à celles initialement prévues.
La mission Soyouz TM-12, qui comprenait les cosmonautes soviétiques Anatoly Artsebarsky et Sergueï Krikalev, a été lancée le 18 mai 1991 et a duré huit jours, dont la majeure partie à la station spatiale Mir. Les tâches de Sharman comprenaient des tests médicaux et agricoles, la photographie des îles britanniques, ainsi qu'une communication radio amateur avec des écoliers britanniques. Elle a atterri à bord de Soyouz TM-11 le 26 mai 1991, avec Viktor Afanasyev et Musa Manarov. Le jour du lancement, Sharman avait avec elle un "passeport spatial" au cas où ils devraient atterrir en dehors de la Russie. Elle avait également emporté une broche en forme de papillon offerte par son père et une photo de la reine Elizabeth II.
Sharman avait 27 ans et 11 mois lorsqu'elle est allée dans l'espace, ce qui faisait d'elle (en 2017) la sixième plus jeune des 556 personnes à avoir voyagé dans l'espace. Sharman n'est pas retournée dans l'espace, bien qu'elle ait été l'une des trois candidates britanniques au processus de sélection des astronautes de l'Agence spatiale européenne en 1992 et qu'elle ait figuré sur la liste restreinte de 25 candidats en 1998.
Puisque Juno n'était pas une mission de l'ESA, Timothy Peake est devenu plus de 20 ans plus tard le premier astronaute britannique de l'ESA.
Pour ses accomplissements dans le cadre du projet Juno, Sharman a reçu une étoile sur le Walk of Fame de Sheffield.

## Carrière ultérieure
Après sa mission à bord de Mir, Sharman a passé huit ans en tant qu'indépendante, à promouvoir la science auprès du public. Son autobiographie, Seize the Moment, a été publiée en 1993. En 1997, elle a publié un livre pour enfants intitulé The Space Place. Elle a également présenté des programmes radio et télévisés, notamment pour BBC Schools.
En 2011, elle travaillait au National Physical Laboratory en tant que chef de groupe du groupe Surface and Nanoanalysis. En 2015, Sharman est devenue directrice des opérations du département de chimie à l'Imperial College London  She continues outreach activities related to chemistry and her spaceflight, and in 2015 was awarded an Honorary Fellowship from the British Science Association. Elle continue de mener des activités de sensibilisation liées à la chimie et à son vol spatial, et a reçu en 2015 un Honorary Fellowship de la British Science Association.
En août 2016, Sharman est apparue sous son propre nom dans un épisode du soap opera Hollyoaks sur Channel 4.
En janvier 2020, lors d'une interview, Sharman a déclaré que « les extraterrestres existent, il n'y a pas de doute là-dessus », mais qu'« il est possible... que nous ne puissions tout simplement pas les voir », faisant référence à l'idée d'une biosphère de l'ombre.

## Vols réalisés
- 18 mai 1991 : Soyouz TM-12